# Oeverbies
Oeverbies (Bolboschoenus laticarpus) is een plant uit de familie Cyperaceae. Hij komt voor in vegetaties van meerjarige pioniers op slibrijke oevers.

## Kenmerken
Oeverbies is meestal te onderscheiden van Heen door de vorm van de bloeiwijze, deze is namelijk symmetrisch schermvormig samengesteld, met 3-4, 1 tot 6 zittende aartjes dragende stelen, rondom een centrale, kortgesteelde cluster van aartjes. De stelen van de perifere clusters zijn allen vrijwel even lang; minimaal 2x zo lang als de aartjes. Heen daarentegen heeft vaak hoofdjesachtig geclusterde bloeiwijzen, soms met 1 (-2) clusters aartjes op stelen. Deze stelen zijn relatief kort ten opzichte van de aartjes, en vaak ongelijk van lengte. De bloeiwijze is dan een asymmetrisch scherm. 
Nootjes
In zulke gevallen zijn de soorten goed uit elkaar te houden op grond van de morfologie van de nootjes. Nootjes zijn een soort vruchten die bij Cyperaceae (maar ook bij sommige Asteraceae) voorkomen. Het zijn zaden, die nauw omgeven zijn door (maar niet vergroeid zijn met) een houtige, niet open springende vruchtwand (pericarp). Dat pericarp bestaat uit 3 lagen; het exocarp, met luchtcellen die het nootje drijfvermogen geven, het mesocarp, en het endocarp, dat tegen het zaad aan ligt. Bij Oeverbies zijn de nootjes donkerbruin tot zwart, en in dwarsdoorsnede scherp driekantig met brede basis, met een exocarp dat half zo dik is als het mesocarp. Bij Heen zijn de nootjes (licht)bruin en stomp driehoekig tot lensvormig in dwarsdoorsnede, met een exocarp dat juist twee keer zo dik is als het mesocarp. De nootjes worden waarschijnlijk middels endozoöchorie (door vogels en vissen) en direct transport via water verspreid.

## Verspreiding
Via een uitgebreid netwerk aan rhizomen kan de soort snel grote oppervlakten bedekken, met ondergrondse knollen wordt voedsel opgeslagen voor het volgende groeiseizoen. De soort is goed bestand tegen overstroming maar ook tegen droogte. 